# Volley Forlì
Il Volley Forlì è la principale squadra di pallavolo maschile di Forlì. Nella stagione 2010-11 ha partecipato per la sesta volta nella sua storia al campionato di Serie A1.

## Storia
Fondato nel 1975, il Volley Forlì approdò in Serie B a metà degli anni ottanta; a partire da quel momento il club romagnolo collezionò una serie di piazzamenti, prima dell'esordio in Serie A2 nella stagione 1990-91.
Nel corso degli anni novanta la squadra forlivese militò con regolarità in Serie A2, prima dell'exploit del 1996-97 (con sponsor Cosmogas), quando, guidata dall'ex capitano della Nazionale statunitense Robert Ctvrtlik e allenata da Antonio Beccari, ottenne la sua prima, storica promozione in A1. La stagione d'esordio in A1 finì con la retrocessione; l'anno successivo la Cosmogas riguadagnò prontamente l'A1 (1998-99). Soddisfazioni in quegli anni giunsero anche dal beach volley, con due campionati di lega (1996 e 1999) e dalle giovanili, con la vittoria della Boy League 2001.
Le stagioni immediatamente successive furono avare di successi: a una salvezza sofferta nel 1999-00 seguì la retrocessione del 2001. Dopo una serie di campionati a centro-classifica, Forlì, sponsorizzato Conad, crollò in Serie B1 nel 2004-05, dopo sedici anni di permanenza in Serie A. Nel 2006, dopo il ritorno dello sponsor Cosmogas, il Forlì poté risalire la china. Con due promozioni in due anni, la seconda arrivata nel 2007-08 dopo i play-off vinti contro la Marmi Lanza Verona, la squadra è riapprodata in A1; in questo periodo è sponsorizzata, con il marchio Yoga, dal gruppo Conserve Italia.
Durante la stagione 2008-09, si classifica al tredicesimo posto dietro la Pallavolo Pineto e retrocede, per poi venire successivamente ripescata proprio al posto di Pineto esclusa dalla serie A1. Dopo la salvezza ottenuta la stagione successiva, nel 2010-11 si classifica all'ultimo posto, retrocedendo. Nell'estate 2011 rinuncia alla Serie A2 ripartendo dalla Serie B2: al primo anno nella quarta serie si classifica al terzo posto nel proprio girone. Con un nuovo progetto, guidata dal coach Stefano Mascetti, dopo solo un anno approda nella Serie B1.